# Поплітник каролінський
Поплітник каролінський (Thryothorus ludovicianus) — вид горобцеподібних птахів родини воловоочкових (Troglodytidae). Поширений в Північній Америці. Це єдиний представник монотипового роду Поплітник (Thryothorus). Раніше до цього роду відносили низку інших видів, однак  за результатами молекулярно-філогенетичного дослідження вони були переведені до відновлених родів Pheugopedius, Thryophilus та Cantorchilus.

## Поширення
Вид поширений у Канаді, США, Мексиці, Белізі, Гватемалі та Нікарагуа. Природні середовища існування включають різні типи лісів, такі як дубові тверді ліси та змішані дубово-соснові ліси, ясенові та в'язові, гікорі-дубові ліси зі значною кількістю заплутаного підліску.  Переважними місцями існування є прибережні ліси, чагарники, болота, зарослі сільськогосподарські угіддя та приміські двори з великою кількістю густих кущів і дерев, а також парки.

## Опис
Довжина тіла 14-15 см. Верхня частина тіла рудого кольору з темними смугами на крилах і хвості. Горло біле, живіт рудуватий, брови білі. Хвіст довгий. Птах часто смикає ним, піднімає та опускає. Дзьоб довгий, темний і злегка загнутий.

## Підвиди
Відомо десять підвидів:
- Thryothorus ludovicianus ludovicianus (Latham, 1790)[7] на південному сході Канади та сході США.
- Thryothorus ludovicianus miamensis Ridgway, 1875[8] поширений у Флориді.
- Thryothorus ludovicianus nesophilus Stevenson, HM, 1973[9] зустрічається на острові Дог на північний захід від Флориди.
- Thryothorus ludovicianus burleighi Lowery, 1940[10] поширений на островах узбережжя Міссісіпі.
- Thryothorus ludovicianus lomitensis Sennett, 1890[11] поширений Техасі і на півночі Тамауліпаса.
- Thryothorus ludovicianus oberholseri Lowery, 1940[12] поширений у південно-західному Техасі та північній Мексиці.
- Thryothorus ludovicianus berlandieri Baird, SF, 1858[13] північно-східна частина Мексики.
- Thryothorus ludovicianus tropicalis Lowery & Newman, RJ, 1949[14] схід Мексики.
- Thryothorus ludovicianus albinucha (Cabot, S, 1847)[15] поширений у південно-східній Мексиці, північному Белізі та північній Гватемалі.
- Thryothorus ludovicianus subfulvus Miller, W & Griscom, 1925[16] в Гватемалі та Нікарагуа.